# Arrival at Southampton of Joseph Chamberlain MP
Arrival at Southampton of Joseph Chamberlain MP è un cortometraggio muto del 1903. Il nome del regista non viene riportato nei credit del film né vi appare quello di un operatore.

## Produzione
Il film fu prodotto dalla Hepworth. Venne girato a Southampton.

## Distribuzione
Distribuito dalla Hepworth, il documentario - un cortometraggio della lunghezza di 35 metri - presumibilmente uscì nelle sale cinematografiche britanniche nel 1903.
Non si hanno altre notizie del film che si ritiene perduto, forse distrutto nel 1924 quando il produttore Cecil M. Hepworth, ormai fallito, cercò di recuperare l'argento del nitrato fondendo le pellicole.